# 日暮哲也
日暮 哲也（ひぐらし てつや、10月24日 - ）は、日本の男性声優。埼玉県出身。東京俳優生活協同組合所属。

## 人物
以前はオフィスもりに所属していた。
声種はハイバリトン。
特技は乗馬。趣味・スポーツは競馬、モノクロフィルム写真、バドミントン、サッカー。
免許・資格は普通自動車、乗馬ライセンス3級。

## 出演作品

### テレビアニメ
- 薄桜鬼（隊士）
- 薄毛警察24時（テッペイ）

### ゲーム
- 神代學園幻光録 クル・ヌ・ギ・ア（高島真冬）
- キラキラスターナイト（作品のCD-ROMに収録されているボイスドラマに出演）[3]

### ナレーション
- 学べる!!ニュースショー!
- 突撃!隣の晩ごはん傑作選
- Mr.サンデー
- ザ・タイムショック - 問題読み

### その他
- 教材 情報モラル